# Tephroseris praticola
Tephroseris praticola là một loài thực vật có hoa trong họ Cúc. Loài này được (Schischk. & Serg.) Holub miêu tả khoa học đầu tiên năm 1973.